# ミキハウス硬式野球部
ミキハウス硬式野球部（ミキハウスこうしきやきゅうぶ）は、大阪府八尾市に本拠地を置き、日本野球連盟に加盟している社会人野球の企業チーム。

## 概要
スポーツ活動に力を入れる子供服メーカーの三起商行が、1995年に『ミキハウス硬式野球部』として創部。創部当初からキューバ人選手を迎え入れるなど積極的なチーム作りを見せる。合宿所、練習グラウンドはいずれも三重県上野市（現：伊賀市）に所在していた。
1999年のプロ野球ドラフト会議では吉崎勝が日本ハムファイターズから3位指名を受け、同チームから初となるプロ野球選手が誕生した。
2000年の日本選手権で初出場を果たし、2003年の日本選手権ではベスト4まで勝ち進んだ。
2004年秋、本社の経営悪化に伴うスポーツ活動の見直しから、翌2005年の都市対抗野球をもって廃部することが決定。主力選手が大量に移籍して戦力が大幅に弱体化した中で都市対抗野球野球本大会に初出場を果たすが、同年の8月25日付けで解散し、10年間の歴史の幕を閉じた。
2009年、三起商行はクラブチームの『Ritsベースボールクラブ』のスポンサーとなり、チーム名を『ミキハウスREDS』と改称し野球活動を再開。その後、チーム名を『ミキハウスベースボールクラブ』と改称し、2013年にはクラブ野球選手権で準優勝を果たし、プロ入り選手も輩出した。
2018年12月25日、三起商行が支援体制が整ったとして企業チームとして復活することとなった。活動実績は1995年～2005年のミキハウスのものを引き継ぎ、部員やスタッフはミキハウスベースボールクラブから引き継いで活動する。活動再開に先立ち、ミキハウスベースボールクラブは12月10日付で解散となった。
2021年の第92回都市対抗野球大会では予選を勝ち抜き近畿第2代表として出場が決まり、活動再開後初めてとなる全国大会出場を果たした。都市対抗本戦では、2020年東京オリンピックの空手競技で銀メダルを獲得した清水希容をマスコットとしてベンチ入りさせた。
2022年、都市対抗に2年連続で出場すると、1回戦で名古屋市・東邦ガスに勝利し、大会初勝利を挙げた。

## 設立・沿革
- 1995年 - 『ミキハウス』として創部。日本野球連盟へ企業チームとして加盟。
- 2000年 - 日本選手権へ初出場（2回戦敗退）。
- 2005年 - 都市対抗野球へ初出場（1回戦敗退）。8月に解散。
- 2019年 - 日本野球連盟へ企業チームとして再加盟。活動を再開。
- 2021年 - 都市対抗野球へ16年ぶりに出場（1回戦敗退）。
- 2022年 - 都市対抗野球へ2年連続となる出場。本戦での初勝利を挙げた。
- 2024年 - 21年ぶりに日本選手権に出場。

## 主要大会の出場歴・最高成績
- 都市対抗野球大会 - 出場5回
- 社会人野球日本選手権大会 - 出場3回、4強1回（2003年）

## 主な出身プロ野球選手
2005年以前
- 吉崎勝（投手） - 1999年ドラフト3位で日本ハムファイターズから指名

2019年以降
- 岩田幸宏（外野手） - 退団後、BCリーグの信濃グランセローズを経て、2021年育成ドラフト1位で東京ヤクルトスワローズに入団
- 椎葉剛（投手） - 退団後、四国アイランドリーグplusの徳島インディゴソックスを経て、2023年ドラフト2位で阪神タイガースから指名

## 元プロ野球選手の競技者登録
2005年以前
- 鈴木俊雄（元：千葉ロッテマリーンズ） - 捕手→退部
- 若林隆信（元：中日ドラゴンズ、広島東洋カープ） - 投手→退部
- ロドリゴ宮本（元：ヤクルトスワローズ） - 外野手→退部

2019年以降
- 松崎伸吾（元：東北楽天ゴールデンイーグルス、阪神タイガース）- コーチ　※ミキハウスベースボールクラブから引き継ぎ
- 桜井俊貴（元：読売ジャイアンツ）- 投手
- 髙橋優貴（元：読売ジャイアンツ）- 投手
- 菊田拡和（元：読売ジャイアンツ）- 内野手

## かつて在籍していた選手
2019年以降
- 野木海翔（投手）
- 宮路悠良（投手）